# 尤里·斯维亚托斯拉维奇
尤里·斯维亚托斯拉维奇 (俄语：Юрий Святославович，?—1407年），是斯摩棱斯克公国和布良斯克公国（1386-95, 1401-04）的最后一位统治者，其生前一直在抵禦立陶宛大公国的侵略。

## 來源
- Brockhaus and Efron Encyclopedic Dictionary (in Russian). 1906.